# A376 (route russe)
La route fédérale A-376 (jusqu'au 31 décembre 2019 route régionale R454)  est une importante voie de communication routière du kraï de Khabarovsk qui relie Khabarovsk à Komsomolsk-sur-l'Amour par sa branche nord-est et à Vanino par sa branche est en Russie.

## Itinéraire
Itinéraire de la route :

### De Khabarovsk à Lidoga
- Croisement avec R297 à Khabarovsk (km 0)
- Échangeur entre Contournement de Khabarovsk et A376 à Topolevo (km 9)
- Vostochnoïe (km 14)
- Kalinka (km 24)
- Rivière Sita (km 32)
- Sortie sur A375 (km 38)
- Anastasievka (km 49)
- Sortie vers Viatskoïe (km 72)
- Rivière Aniouï
- Maïak (km 122)
- Troitskoïe (km 189)

### De Lidoga à Komsomolsk-sur-l'Amour

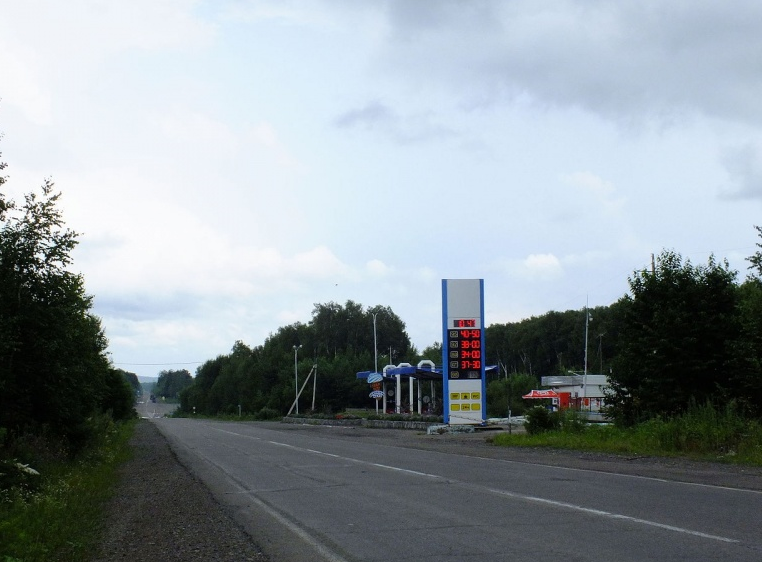
Station essence à Lidoga

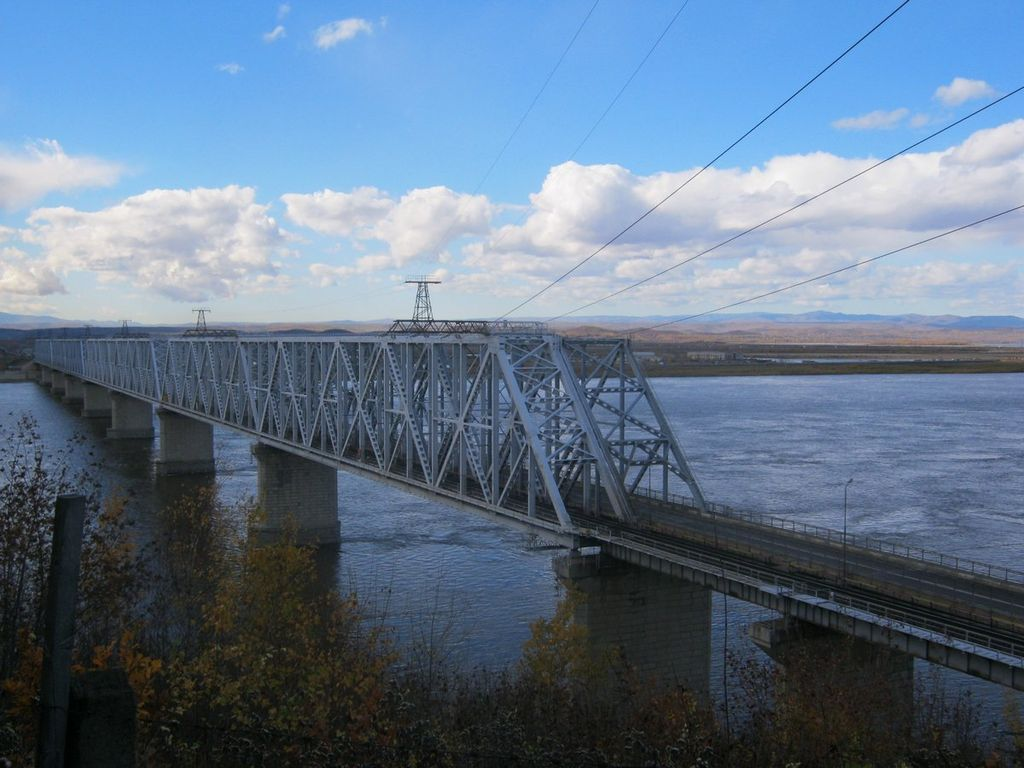
Pont sur l'Amour

- Station essence à Lidoga Sortie vers Lidoga (km 218)
- Sortie vers Innokentievka (km 247)
- Sortie vers Nikolaïevsk-sur-l'Amour(km 343)

- Selikhino (km 346)
- Sortie vers Pivan (km 382)
- Fleuve Amour (km 388)Pont sur l'Amour
- Sortie vers Khourba (km 389)
- Komsomolsk-sur-l'Amour (km 396)

### De Lidoga à Vanino(Oktyabrsky )
- Sortie vers Lidoga (km 396)
- Croisement avec route de Vanino à Sovetskaïa Gavan au village d'Oktyabrsky

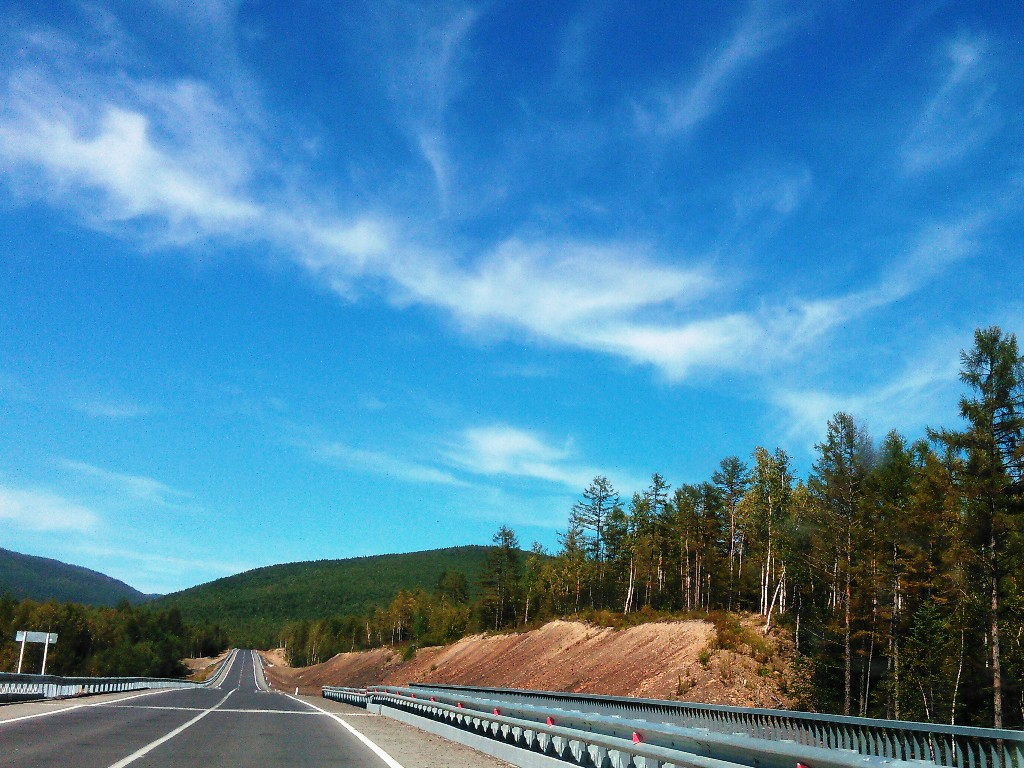
La route entre Lidoga et Vanino

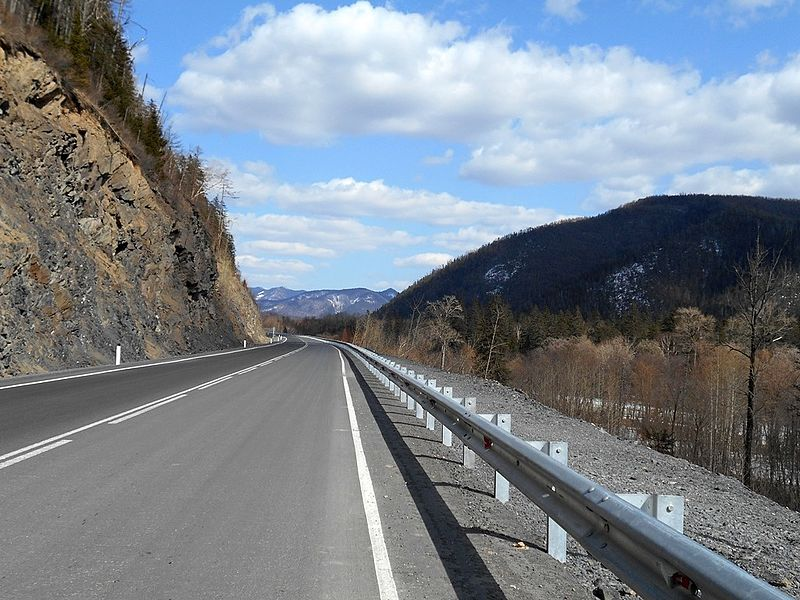
Route dans la vallée de la rivière Anyui

### Note
1. ↑  La route étant constamment en reconstruction, les kilomètres entre les villages changent chaque année. Distances calculées via Google Maps.